# 박성욱
박성욱(1974년~ ) 은 대한민국의 방송인이다 
CBS 기독교방송 표준FM 라디오 박성욱의 CCM CAMP를 제작,진행하는 CCM (현대 기독교 음악)전문 진행자이다. CBS 후원 콘서트 조이포유콘서트를 연출 한다.  최인혁 등 CCM 공연에 연출로 참여한다.

## 학력
- 1990~1993 중앙고등학교
- 1997~2002 성공회대학교 사회복지학과 학사

## 제작 프로그램
- 최인혁 의 사랑의 노래 평화의 노래  찬양의 콜센타 (2022.01.10~ )(수요 유튜브 라이브)   CBS JOY4U
- 심기식의 CCM 캠프 (2019.09.30~2021.11.07)  CBS 표준FM
- 한웅재의 CCM 캠프 (2017.5.1~2019.9.29)    CBS 표준FM
- 한웅재의 아침묵상 (2015.9.15~2017.4.30)  CBS JOY4U
- 박성욱의 CCM 캠프 (2021.11.8~) CBS 표준FM